# 大野泉
大野 泉（おおの いずみ、1958年12月10日 - ）は、日本の国際政治学者、国際開発専門家。専門は国際開発政策、開発協力、国際協力、開発とビジネスなど。政策研究大学院大学名誉教授。元国際協力機構 緒方貞子平和開発研究所所長。外務大臣表彰受賞（国際協力の推進）、JICA理事長賞受賞。

## 人物・経歴
兵庫県神戸市生まれ。1977年東京都立日比谷高等学校卒業。1981年津田塾大学学芸学部国際関係学科卒業、国際協力事業団（現在のJICA）入団。1987年プリンストン大学ウッドロウ・ウイルソン・スクール行政政策大学院開発経済学専攻修了、MPA（公共政策修士）。
1988年世界銀行入行（YPP）、中南米地域ペルー担当カントリー・オフィサー。1995年海外経済協力基金（OECF）開発援助研究所副主任研究員。1998年に世界銀行に復職、制度開発スペシャリスト等を経て、1998年海外経済協力基金環境社会開発室環境社会開発課長。1999年国際協力銀行（JBIC）開発第4部第1班課長（中南米地域担当）。
2002年より政策研究大学院大学（GRIPS）政策研究科教授、2024年４月に政策研究大学院大学名誉教授、客員教授。2018年10月JICA研究所所長、2020年9月まで国際協力機構 緒方貞子平和開発研究所所長（研究所の名称変更）。同年10月政策研究大学院大学教授に復職、国際協力機構 緒方貞子平和開発研究所シニア・リサーチ・アドバイザーを兼ねる。2016年JICA理事長賞受賞。2023年外務大臣表彰受賞。
国際開発潮流や日本の開発協力政策の分析、開発途上国の産業開発、日本の産業開発協力の経験等において理論と政策、開発協力の現場をつなぐ活動を目指す。GRIPSで「GRIPS開発フォーラム」を主宰し、実践的かつ政策志向の国際開発研究を行っている（2002年～）。2019年に日本が議長国を務めたThink 20 (T20)の「持続可能な開発のための2030アジェンダ（SDGs）」タスクフォース共同代表議長を務めた。
国際協力や開発協力に関する外務省、経済産業省、財務省、文部科学省、JICA等の有識者会議や研究会に委員として参加。主なものして、
- 外務省開発のための新しい資金動員に関する有識者会議座長（2024年）、外務省独立行政法人評価アドバイザー外部有識者（2015、2016年度）、ODA大綱見直しに関する有識者会議委員（2014年）、国際協力に関する有識者会議委員（2007～2009年）、ODA評価有識者会議委員（2006～2008年）
- 経済産業省産業構造審議会通商貿易分科会委員（2013～2021年度）、今後の海外産業人材育成の在り方勉強会 座長（2020年度）、BOPビジネス推進プラットフォーム運営協議会座長（2010～2014年度）
- 財務省関税・外国為替等審議会臨時委員（2010～2020年度）
- 文部科学省国際協力推進会議委員（2011、2012年度）
- 参議院事務局第一特別調査室客員調査員（2011～2012年）
- 2012年駐日大韓民国大使館経済通商分科諮問委員会委員。2014年韓国国際協力団KOICA Advisory Board for ODA Innovation。
- 国際開発ジャーナル誌論説委員（2016年より）、アジア太平洋研究所（APIR）上席研究員（2015年より）、（一財）海外産業人材育成協会（AOTS）理事（2019年より）、（一社）日・タイ経済協力協会（JTECS）理事（2019年より）。2018年城崎温泉短歌コンクール入賞

## 親族
大野健一政策研究大学院大学名誉教授は夫で、夫婦で国際協力機構と共同実施したエチオピア産業政策対話により、2016年に第12回JICA理事長表彰を受賞した。

## 著書
- 『IMFと世界銀行 : 内側からみた開発金融機関』（大野健一と共著）日本評論社 1993年
- 『世界銀行: 開発援助戦略の変革』NTT出版 2000年
- 『BOPビジネス入門 : パートナーシップで世界の貧困に挑む』（菅原秀幸, 槌屋詩野と共著）中央経済社 2011年

### 編著
- Japanese Views of Economic Development: Diverse Paths to the Market, (eds. with Kenichi Ohno), Routledge, April 1998.
- 『日本の国際開発協力』（後藤一美, 渡辺利夫と共編著）日本評論社 2005年
- Eastern and Western Ideas for African Growth –Diversity and Complementarity in Development Aid, (eds. with Kenichi Ohno), Routledge, 2013.
- 『町工場からアジアのグローバル企業へ : 中小企業の海外進出戦略と支援策』中央経済社 2015年
- 『途上国の産業人材育成 : SDGs時代の知識と技能』（山田肖子と共編著）日本評論社 2021年
- Introducing Foreign Models for Development: Japanese Experience and Cooperation in the Age of New Technology (eds. with Kimiaki Jin, Kuniaki Amastu, and Junichi Mori), Springer, 2024.